# USS Braine (DD-630)
USS Braine (DD-630) — эскадренный миноносец типа «Флетчер», в период Второй мировой войны состоявший на вооружении ВМС США. Был назван в честь Дэниеля Л. Брайна (18 мая 1829-30 января 1898).
Эсминец был заложен 12 октября 1942 года на верфи Bath Iron Works, спущен на воду 7 марта 1943 года и сдан в эксплуатацию 11 мая 1943 года, под командование коммандера Ньюмана.

## История
Летом 1943 «Брайн» сопровождал транспорты. Осенью эсминец обстреливал остров Уэйк. 15 февраля 1944 года «Брайн» принял участие в десантировании на острова Грин. 20 марта эсминец поддерживал высадку десанта на остров Эмирау. Последующие месяцы «Брайн» провёл, совершая эскортные действия.
14 июня, во время обстрела острова Тиниан, эсминец получил незначительные повреждения. После этого «Брайн» был выведен на ремонт почти на месяц. 20 октября эсминец оказывал огневую поддержку во время высадки на остров Лейте.

## Награды
Эсминец был награждён девятью звёздами за службу во Второй мировой войне.